# François-Didier Gregh
Pour les articles homonymes, voir Gregh.
François-Didier Gregh, né le 26 mars 1906 et mort le 21 octobre 1992, est un haut fonctionnaire français.

## Biographie

### Jeunesse et études
Né le 26 mars 1906 à Paris, François-Didier Gregh est le fils d'Harlette Hayem et Fernand Gregh. Il suit ses études secondaires au lycée Janson-de-Sailly, puis effectue des études supérieures à l'université de Paris, où il est licencié ès lettres en 1927. Il est docteur en droit (sans thèse) de la faculté de droit de Paris. Il est diplômé de l'École libre des sciences politiques, où il a suivi les cours de Wilfrid Baumgartner.

### Parcours professionnel
Il réussit le concours de l'Inspection des finances.
Après avoir été directeur du Budget et du Crédit lyonnais, il est nommé en 1955 secrétaire général adjoint de l'Organisation du traité de l'Atlantique nord, où il est chargé de l'économie et des finances ; il occupe ce poste jusqu'en 1967, concomitamment au retrait de la France du commandement intégré de l'OTAN. Il est alors supérieur hiérarchique d'Hugh Hambleton. Ce poste est aboli en 1967 quand la France se retire partiellement de l'OTAN.
Quand le général de Gaulle prend le pouvoir, F.-D. Gregh devient secrétaire général adjoint de la coordination de Défense à l'OTAN.
Il est ministre d'État de Monaco de 1969 à 1972.

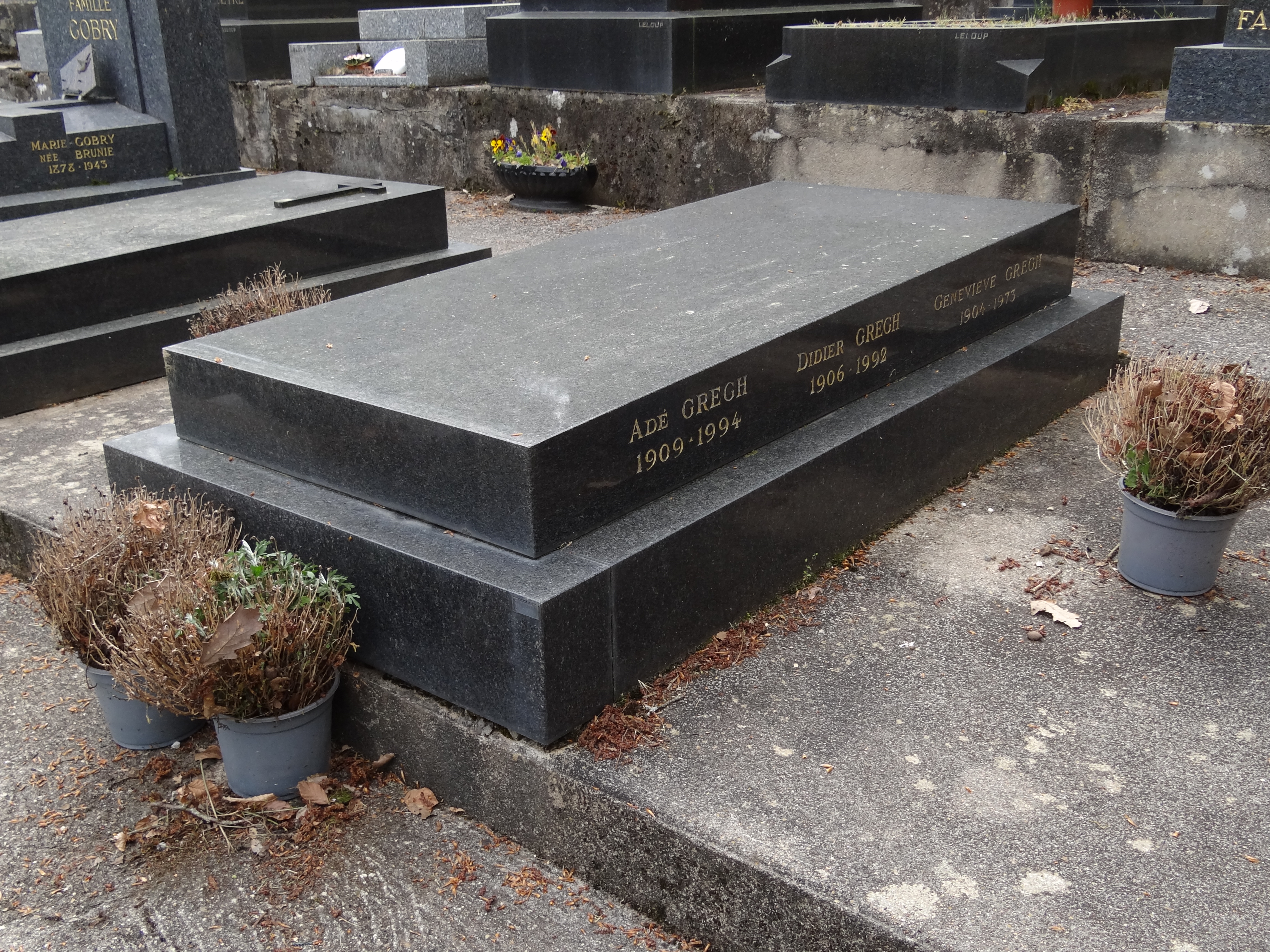
La tombe de François-Didier Gregh au cimetière de Thomery (Seine-et-Marne).

Il meurt le 21 janvier 1992 à Fontainebleau. Son épouse est décédée en 1994.

## Décorations
- Grand-Officier dans l’ordre de Saint-Charles (Monaco)[8]